# التحيز الأيديولوجي على ويكيبيديا
التحيز الأيديولوجي على ويكيبيديا هو موضوع نقدي لمشروع ويكيبيديا ، وخاصة في نسختها باللغة الإنجليزية ، وتحليل أكاديمي وانتقادات عامة للمشروع. وتتعلق الأسئلة، إذا كان المحتوى متحيزًا بسبب الأيديولوجيات السياسية أو الدينية أو غيرها من الأيديولوجيات التي قد يلتزم بها محرروها المتطوعون. كل هذا يثير المخاوف بشأن التأثيرات المحتملة التي قد تحدثها على موثوقية الموسوعة.
لدى ويكيبيديا سياسة داخلية تنص على أن المقالات يجب أن تُكتب من وجهة نظر محايدة، وهو ما يعني تمثيل جميع وجهات النظر المهمة التي تم نشرها بشكل يمكن التحقق منه من قبل مصادر موثوقة حول موضوع ما بشكل عادل ومتناسب، وبقدر الإمكان، دون تحيز تحريري.
بشكل عام، تظهر النتائج أن مقالات ويكيبيديا التي حررها عدد كبير من المحررين ذوي الآراء الإيديولوجية المتعارضة محايدة على الأقل مثل المصادر المماثلة الأخرى، ولكن المقالات التي تحتوي على أحجام تحرير أصغر من قبل عدد أقل من المساهمين أو أكثر تجانسًا أيديولوجيًا، من المرجح أن تعكس تحيزًا تحريريًا. توصلت دراسات متعددة إلى وجود تحيز يساري في ويكيبيديا في كل من محتوى المقالات وعقوبات المحررين.

## حالة البحث

#### مقالات متعلقة بالسياسة الامريكية
تظهر الأبحاث أن ويكيبيديا معرضة لانتهاكات الحياد الناجمة عن تحيز محرريها، بما في ذلك التحيز النظامي. كشفت دراسة شاملة أجريت على عشر نسخ مختلفة من ويكيبيديا أن الخلافات بين المحررين تنشأ بشكل أساسي حول موضوع السياسة، بما في ذلك السياسيين، والأحزاب السياسية، والحركات السياسية، والأيديولوجيات. شكلت هذه المواضيع السياسية ما يقرب من 25% من النزاعات التي لوحظت في جميع إصدارات اللغات التي تمت دراستها.
في دراسة أجراها شين جرينشتاين وفينج تشو من كلية هارفارد للأعمال عام 2012، تم فحص عينة من 28382 مقالة تتعلق بالسياسة الأمريكية اعتبارًا من يناير 2011، وقياس درجة تحيزها على "مؤشر التحيز" بناءً على طريقة طورها ماثيو جينتزكو وجيسي شابيرو في عام 2010 لقياس التحيز في وسائل الإعلام الصحفية. يهدف مؤشر التحيز هذا إلى قياس الميل الأيديولوجي نحو الحزب الديمقراطي أو الجمهوري، بناءً على عبارات رئيسية داخل النص مثل "الحرب في العراق" و"الحقوق المدنية" و"العجز التجاري" و"النمو الاقتصادي" و"الهجرة غير الشرعية" و"أمن الحدود". يتم تعيين مؤشر تحيز لكل عبارة بناءً على عدد مرات استخدامها من قبل أعضاء الكونجرس الأمريكي الديمقراطيين أو الجمهوريين. يتم تعيين تصنيف التحيز هذا لمساهمة ويكيبيديا التي تتضمن نفس العبارة الرئيسية. استنتج المؤلفون أن مقالات ويكيبيديا القديمة كانت متحيزة في الغالب إلى اليسار، على الرغم من أن المقالات الحديثة أكثر حيادية. يقترحون أن المقالات لم تغير تحيزها بشكل كبير بسبب المراجعة، بل إن المقالات الأحدث ذات وجهات النظر المتناقضة لعبت بمرور الوقت دورًا في إعادة التوازن بين وجهات النظر المتوسطة بين الإدخالات.
في دراسة ثانية، قارن الباحثون 4000 مقالة على ويكيبيديا تتعلق بالسياسة الأمريكية كتبها مجتمع عبر الإنترنت مع المقالات المقابلة في الموسوعة البريطانية باستخدام أساليب مماثلة لدراستهم عام 2010 لقياس "التحيز" (الديمقراطي مقابل الجمهوري) وقياس درجة التحيز. وجد المؤلفون أن "مقالات ويكيبيديا أكثر ميلاً نحو وجهات النظر الديمقراطية مقارنة بمقالات بريتانيكا، فضلاً عن كونها أكثر تحيزًا"، وخاصة تلك التي تركز على الحقوق المدنية والشركات والحكومة. اتجهت المقالات المتعلقة بالهجرة نحو الحزب الجمهوري. ووجدوا أيضًا أن "الفرق في التحيز بين زوج من المقالات يتناقص مع المزيد من المراجعات"، وعندما تمت مراجعة المقالات بشكل كبير، كان الفرق في التحيز مقارنةً ببريطانيا ضئيلًا إحصائيًا. ويستنتج المؤلفون أن "هناك حاجة إلى العديد من المساهمات لتقليل التحيز الكبير والميل إلى شيء قريب من الحياد".
قامت دراسة أجريت عام 2022 بفحص الاقتباسات من المصادر الصحفية وغيرها من المصادر الإعلامية التي تم تضمينها في إدخالات ويكيبيديا في النسخة الإنجليزية. كان الهدف هو تقييم ما إذا كان هناك انتشار للمصادر الليبرالية أو المحافظة. وحددت الدراسة انتشارا معتدلا ولكن منهجيا للمصادر الصحفية الليبرالية. وعلاوة على ذلك، لم يكشف التحليل عن وجود ارتباط واضح بين التوجهات السياسية لمصدر إخباري وموثوقيته، مما يشير إلى أن الانتشار المعتدل لمصادر الأخبار الليبرالية قد لا يُعزى فقط إلى السعي إلى موثوقية المصدر.
قامت دراسة أجريت عام 2023 بمقارنة المقالات حول مواضيع مثيرة للجدل عبر العديد من مواقع الويكي التي تديرها المجتمعات، كانت الدراسة تهدف إلى اختبار ما إذا كان التوجه السياسي لمشروع ويكي تعاوني من شأنه أن يؤدي إلى انحراف في المحتوى، من خلال اختيار حشد المساهمين. أظهرت النتائج أن محتوى الويكيات ذات التحيزات الإيديولوجية الصريحة، مثل راشونالويكي ، أقل توازناً من محتوى الويكيات (مثل ويكيبيديا) أو الموسوعات (مثل الموسوعة البريطانية ) التي تدعو إلى الحياد. لم يكن محتوى ويكيبيديا أكثر ميلاً بشكل كبير من محتوى بريتانيكا، في حين كان كل من ويكي الرشيدويكي و موسوعة المحافظة" أكثر ثراءً بالمحتوى الأخلاقي".
تناولت دراسة نشرت عام 2015، ركزت على النسخة الإنجليزية من ويكيبيديا، مسألة إزالة المعلومات الإيجابية أو السلبية من السير الذاتية لأعضاء مجلس الشيوخ الأميركي. قام الباحثون بإدخال محتوى إيجابي وسلبي، مستمدة من مراجع موثوقة، في السيرة الذاتية لأعضاء مجلس الشيوخ الأمريكي. وكشفت النتائج التي توصلوا إليها أن المحتوى السلبي كان أكثر عرضة للإزالة، وتمت إزالته بمعدل أسرع مقارنة بالمحتوى الإيجابي. وخلص الباحثون إلى وجود تحيز تحريري كبير في مدخلات ويكيبيديا المتعلقة بأعضاء مجلس الشيوخ الأمريكي الحاليين. ومع ذلك، عندما أجري اختبار مماثل على صفحات ويكيبيديا الخاصة بأعضاء مجلس الشيوخ المتقاعدين والمتوفين مؤخرًا، لم نلاحظ نفس التناقض في إزالة المحتوى الإيجابي والسلبي. ويشير هذا إلى أن التحيز الذي تم تحديده خاص بصفحات السياسيين النشطين ولا يشير إلى وجود مشكلة منهجية داخل ويكيبيديا. واستنتج المؤلفون أن المعلومات التي يتم إنشاؤها من خلال مشاريع تعاونية مثل ويكيبيديا قد تكون عرضة للتحيز التحريري الذي يفضل الأفراد النشطين سياسياً.

#### التعاون مع المستخدم
ركزت دراسة أجريت عام 2013 على المستخدمين الذين أعلنوا صراحة عن دعمهم للحزب الديمقراطي أو الجمهوري في الولايات المتحدة. وأشار البحث إلى أن هؤلاء المستخدمين يميلون إلى المساهمة بشكل أكثر تكرارا في الأصوات التي تتوافق مع توجهاتهم السياسية. ومع ذلك، فإنهم لم يظهروا سلوك تحريري مستقطب، حيث لم يكونوا ميالين إلى تجنب التعاون مع المعارضين السياسيين وفي الوقت نفسه لم يظهروا تفضيلاً للتعاون حصرياً مع الحلفاء. اقترح المؤلفون أن الهوية المشتركة لكون المرء ويكيبيديا قد تفوق الجوانب المثيرة للانقسام المحتملة للهوية الشخصية، مثل الانتماء السياسي. يميز هذا الاكتشاف ويكيبيديا عن منصات التواصل الاجتماعي الأخرى، مثل تويتر والمدونات، حيث يظهر المستخدمون في كثير من الأحيان استقطابًا قويًا من خلال التفاعل بشكل أساسي مع المستخدمين الذين يتشاركون معهم التوجهات السياسية المماثلة. في المقابل، يمكن وصف ويكيبيديا بأنها منصة حيث يُظهر المستخدمون درجة أعلى من التفاعل عبر التوجهات السياسية، على غرار المنتديات والمنصات المماثلة.
في ورقة عمل صدرت عام 2016 ركزت على ويكيبيديا الإنجليزية، قام الباحثون بالتحقيق في سلوك المستخدمين الذين يساهمون في مقالات تتعلق بالسياسة الأمريكية. وبناءً على المصطلحات التي قدموها في مقالتهم السابقة من عام 2012، وجد جرينشتاين وتشو ويوان جو أن المحررين أكثر ميلاً إلى المساهمة في مقالات ذات توجه معاكس لتوجهاتهم - وهو الاتجاه الذي أطلق عليه المؤلفون "المتعاكسون يجتذبون" . ووجدوا أيضًا أن المناقشات على ويكيبيديا تميل إلى إظهار "انتشار المحادثات غير المنفصلة بمرور الوقت"، وهذا يعني أن المناقشات على ويكيبيديا تميل إلى إشراك محررين ذوي وجهات نظر مختلفة - والتي أطلق عليها المؤلفون غير المنفصلة، على عكس المناقشات التي تنطوي فقط على محررين ذوي وجهات نظر متجانسة ( منفصلة ). كما وجدوا أن درجة تحيز المحرر تتناقص بمرور الوقت والخبرة، وتنخفض بشكل أسرع بالنسبة للمحررين المشاركين في مواد منحازة للغاية: "[توجد أكبر الانحدارات بين المساهمين الذين يقومون بتحرير أو إضافة محتوى إلى مقالات تحتوي على المزيد من التحيزات". وقد قدروا أيضًا أنه في المتوسط، يستغرق الأمر حوالي عام أطول حتى تصل المواد الجمهورية إلى وجهة نظر محايدة مقارنة بالمواد الديمقراطية.
توصلت دراسة نشرت في عام 2019، أجريت بين المستخدمين الأميركيين للنسخة الإنجليزية، إلى نتائج مماثلة. سلطت الدراسة الضوء على وجود تحيز كبير في التوجه السياسي بين المستخدمين المساهمين في المواضيع السياسية، حيث وجدت اتجاهًا مفاده أنه كلما زاد عدد التعديلات التي يتم إجراؤها على الإدخال، أصبح التوجه السياسي المتوسط للمستخدمين المساهمين أكثر توازناً. وأشارت الدراسة أيضًا إلى أن جودة المقالات، كما يعترف بها مجتمع ويكيبيديا، تتحسن مع زيادة تنوع التوجه السياسي بين المساهمين. تنتج مجموعات المستخدمين المكونة من أفراد ذوي توجهات سياسية مستقطبة بشكل عام مقالات أفضل، في المتوسط، مقارنة بالمجموعات المكونة من مستخدمين ذوي توجهات سياسية شديدة أو حتى معتدلين. ولم يتم ملاحظة التأثيرات الإيجابية للاستقطاب في المقالات المتعلقة بالسياسة فحسب، بل وأيضاً في المقالات التي تتناول القضايا الاجتماعية وحتى العلوم. تشارك المجموعات ذات الاستقطاب السياسي في خلافات متكررة، مما يؤدي إلى تحفيز المناقشات المركزة التي تؤدي إلى تحريرات ذات جودة أعلى وأكثر قوة وشاملة. ومع ذلك، فإن هذه النتائج تخضع لقيود. قد يعاني المساهمون المشاركون من تحيز الاختيار الذاتي، والذي يمكن أن يؤثر على النتائج.
في دراسة أجريت عام 2012 ركزت على حروب التحرير داخل ويكيبيديا، اقترح أنه من الممكن التوصل إلى توافق في الآراء في إطار زمني معقول، حتى في المقالات المثيرة للجدل. إن الصراعات التي تميل إلى إطالة أمد حروب التحرير هذه ناجمة في المقام الأول عن تدفق المستخدمين الجدد. لقد لوحظ أن معظم حروب التحرير تتم بواسطة عدد صغير من المستخدمين الذين ينخرطون في صراعات بشكل متكرر، على الرغم من انخفاض إنتاجيتهم الإجمالية. في هذه المناقشات، غالبًا ما يتم التوصل إلى حل ليس على أساس مزايا الحجج ولكن بسبب التدخل الخارجي، أو الإرهاق، أو الهيمنة العددية الواضحة لمجموعة واحدة على الأخرى.
استنادًا إلى نتائج الأبحاث التجريبية، اقترح هولتز وآخرون نموذجًا نظريًا لإنتاج المعرفة في ويكيبيديا، مستخدمين مفهوم "الاحتكاك الإنتاجي". يفترض هذا النموذج أن مستوى معينًا من الصراع التفسيري داخل المجموعة ضروري لعملية جماعية لتوليد المعرفة. يقوم النموذج على مقارنة مع نموذج الصراع المعرفي الاجتماعي المستخدم في علم النفس لتوضيح التعلم الفردي. وفقًا لهذه الفرضية، إذا كانت التوترات أو الاحتكاكات داخل المجموعة منخفضة للغاية، فإن إمكانات بناء المعرفة تصبح محدودة نظرًا لأن المعرفة الموجودة تعتبر كافية لمعالجة المشكلة المطروحة. وعلى العكس من ذلك، إذا أصبح الاحتكاك داخل مجتمع المساهمين مرتفعًا بشكل مفرط، فقد يؤدي ذلك إلى رفض الأفكار المتبادلة أو حتى تقسيم المجموعة، على غرار الطريقة التي قد يكافح بها الفرد للتكيف والتعلم عندما يواجه قدرًا هائلاً من الجديد.
توصلت دراسة أخرى إلى أن أغلبية المحررين على ويكيبيديا الفرنسية لديهم ميل للمشاركة بالتساوي في لعبة الديكتاتورية. ارتبط هذا الميل بمشاركتهم في ويكيبيديا (كما تم قياسه من خلال الوقت الذي يقضونه والتعلق).

## مزاعم في وسائل الإعلام حول التحيز الأيديولوجي لويكيبيديا
في عام 2016، ذكرت بلومبرج نيوز ، "إن اعتماد الموسوعة على المصادر الخارجية، وخاصة الصحف، يعني أنها ستكون متنوعة مثل بقية وسائل الإعلام - وهذا يعني أنها ليست متنوعة للغاية."  في عام 2017، أشارت مجلة Wired إلى مقال يضم آراء حول بدائل ويكيبيديا على النحو التالي: "صحيح أن نطاق وتأثير الموسوعات اليمينية مثل إنفوجالاكتيك وميتابيديا لا يزالان خافتين حتى الآن. ولكن مجرد وجودهما يشكل إشارة إلى أن جاذبية المنتدى المركزي لكشف الحقيقة بدأت تتلاشى. وربما تجد ويكيبيديا أن أيامها في القمة أصبحت معدودة".
في عام 2018، أشارت صحيفة هآرتس إلى أن "ويكيبيديا نجحت في أن تُتهم بأنها ليبرالية للغاية ومحافظة للغاية، ولديها منتقدون من مختلف الأطياف "، كما أشارت أيضًا إلى أن ويكيبيديا "تُتهم عادةً بأنها ليبرالية للغاية".
في عام 2020، نشرت مجلة The Critic ، وهي مجلة سياسية وثقافية بريطانية، ورقة بحثية كتبها أكاديميان أمريكيان بعنوان "التحيز اليساري في ويكيبيديا". وزعم البحث أن السياسات الداخلية لويكيبيديا، على الرغم من حسن النية، فشلت في تحقيق أهدافها المعلنة. وأشارت المقالة إلى أن المصادر ذات الميول اليسارية غالباً ما يُنظر إليها على أنها "موثوقة"، في حين يتم رفض وجهات النظر المحافظة أو تهميشها. وتقع القرارات المتعلقة بالمصادر التي يمكن الوثوق بها على عاتق محرري ويكيبيديا، وهي المجموعة التي يقول المنتقدون إنها تتألف إلى حد كبير من أفراد ذوي آراء يسارية.
كان أحد النتائج الرئيسية التي توصلت إليها الدراسة هو أن المقالات التي تتوافق مع وجهات النظر ذات الميول اليسارية يتم التعامل معها على أنها محايدة وواقعية، في حين يتم وصف وجهات النظر المعارضة بأنها غير موثوقة أو هامشية. على سبيل المثال، غالبًا ما تُعقد المناقشات حول ما يشكل مصدرًا "موثوقًا" في "لوحة إعلانات المصادر الموثوقة"، حيث يقرر المحررون بشكل جماعي أي المنافذ الإعلامية تعتبر ذات مصداقية. ويقول المنتقدون إن هذه العملية تميل بشكل كبير إلى صالح وسائل الإعلام ذات الميول اليسارية.كما بحث موقع Pirate Wires ، وهو مؤسسة إعلامية مقرها الولايات المتحدة تركز على تقاطع التكنولوجيا والسياسة والثقافة، في التحيز في ويكيبيديا. يسلط تحليلهم، الذي حمل عنوان "كيف تقوم ويكيبيديا بغسل الدعاية للنظام" بقلم آشلي ريندسبيرج ، الضوء على كيفية تأثير اعتماد المنصة على مجموعة من "المصادر الموثوقة" ذات الميول اليسارية في المقام الأول على محتواها. ويشير ريندسبيرج إلى أن وسائل الإعلام المحافظة غالبًا ما يتم إدراجها في القائمة السوداء لمنع استخدامها كمصدر، مما يترك لمحرري ويكيبيديا مجموعة ضيقة من المنافذ ذات الميول اليسارية للاستفادة منها.
اقترحت شبكة CNN في عام 2022 أن التحيز الأيديولوجي لويكيبيديا "قد يتطابق مع التحيز الأيديولوجي للنظام الإخباري". أعربت صحيفة بوسطن جلوب عن رأيها قائلةً: "إن اهتمام محرر ويكيبيديا بمقال ما ينبع من قيمه وآرائه، كما يتم تصفية مساهماته من خلال تفسيره العام للواقع. سواء كان هناك مرسوم أم لا، فإن وجهة النظر المحايدة مستحيلة. ولا يمكن حتى لمحرر ويكيبيديا أن يتجاوز ذلك". ذكرت مجلة سلايت في مقال لها عام 2022 أن "المعلقين اليمينيين كانوا يتذمرون من التحيز اليساري المزعوم [لويكيبيديا] لسنوات، لكنهم لم يتمكنوا من تقديم خيار موسوعي بديل قابل للتطبيق: لقد تعثرت النسخة المحافظة من ويكيبيديا، لفترة طويلة مع الحد الأدنى من القراء"، مع ملاحظة أن المحافظين "لم يهاجموا ويكيبيديا بشكل عام على نطاق واسع" مثل مصادر الإعلام الأخرى. في عام 2022 أيضًا، ذكرت وكالة أنباء فايس نيوز أن "الباحثين وجدوا أن ويكيبيديا لديها تحيز ديمقراطي طفيف بشأن قضايا السياسة الأمريكية لأن العديد من محرري ويكيبيديا دوليون، ومتوسط آراء الدولة هي إلى يسار الحزب الديمقراطي بشأن قضايا مثل الرعاية الصحية، وتغير المناخ، وقوة الشركات، والرأسمالية، وما إلى ذلك."

## التحيز الليبرالي واليساري

#### لاري سانجر
لاري سانجر، المؤسس المشارك لموقع ويكيبيديا، كان ناقدًا لويكيبيديا منذ أن تم تسريحه من منصبه كموظف التحرير الوحيد ورحيله عن المشروع في عام 2002. ثم واصل العمل على تأسيس منافسين لويكيبيديا، بما في ذلك Citizendium وEveripedia. من بين الانتقادات الأخرى، كان سانجر صريحًا في وجهة نظره بأن مقالات ويكيبيديا تقدم وجهة نظر يسارية وليبرالية أو "مؤسسة". استشهد سانجر بعدد من الأمثلة على ما يراه تحيزًا يساريًا وليبراليًا، مثل أن " تقنين المخدرات ، الذي أطلق عليه ويكيبيديا تحرير المخدرات، لا يحتوي إلا على القليل من المعلومات حول أي مخاطر محتملة لسياسات تقنين المخدرات" وأن مقال ويكيبيديا عن جو بايدن لا يعكس بشكل كافٍ "المخاوف التي كانت لدى الجمهوريين بشأنه" أو مزاعم أوكرانيا. وبسبب هذه التحيزات الملحوظة، يرى سانجر أن ويكيبيديا غير جديرة بالثقة. كما اتهم ويكيبيديا بالتخلي عن سياسة الحياد (وجهة نظر محايدة).
قام الباحثون بتحليل تحيزات محرري ويكيبيديا وكيف أدت بعض التغييرات في ويكيبيديا، بما في ذلك ميل محرري "Pro-Fringe" إلى ترك المشروع، إلى تحسين مصداقيتها. تتضمن هذه التغييرات تحسينات على سياسة NPOV. وأشاروا أيضًا إلى أن سانجر لا يحب هذه التغييرات: لقد قامت ويكيبيديا الإنجليزية بتحويل محتواها بمرور الوقت من خلال إعادة تفسير تدريجية لدليل وجهة النظر المحايدة الغامض، وهو القاعدة الأساسية فيما يتعلق بالمحتوى على ويكيبيديا. وقد كان لهذا عواقب وخيمة، حيث حولت منظمة اعتادت على إضفاء المصداقية والتوازن الزائف على العلوم الزائفة ونظريات المؤامرة والتطرف إلى منظمة نشطة في كشف الزيف والتحقق من الحقائق وتحديد الخطاب الهامشي، وعلاوة على ذلك، لم يتدخل مؤسسو ويكيبيديا للتسبب في تفسيرات جديدة للإرشادات بين قاعدة المستخدمين. وقد أدان سانجر، الذي صاغ قاعدة وجهة النظر المحايدة الأساسية، تفسيرات الدليل التي ظهرت بمرور الوقت.

#### موسوعة المحافظة
أسس المحامي الأمريكي والناشط المسيحي المحافظ أندرو شلافلي موسوعة إلكترونية تسمى Conservapedia في عام 2006 لمواجهة ما اعتبره تحيزًا ليبراليًا موجودًا في ويكيبيديا. قام محررو موقع Conservapedia بتجميع قائمة من الأمثلة المزعومة للتحيز الليبرالي على ويكيبيديا، بما في ذلك التأكيدات بأنها "معادية لأمريكا" و"معادية للمسيحية" و" معادية للرأسمالية ".

#### معلومات مجرية
أسس الناشط اليميني المتطرف الأمريكي  فوكس داي الموسوعة الإلكترونية Infogalactic في عام 2017  لمواجهة ما يراه "شرطة الفكر اليسارية التي تدير [ويكيبيديا]".

### ردود من ويكيبيديا
في عام 2006، قال جيمي ويلز، أحد مؤسسي ويكيبيديا: إن مجتمع ويكيبيديا متنوع للغاية، من الليبراليين إلى المحافظين إلى الليبرتاريين وما إلى ذلك. وإذا كانت المتوسطات مهمة، وبسبب طبيعة برنامج الويكي (لا يسمح بالتصويت) فمن المؤكد أنها ليست كذلك، فإنني أقول إن مجتمع ويكيبيديا أكثر ليبرالية قليلاً من سكان الولايات المتحدة في المتوسط، لأننا عالميون والمجتمع الدولي للمتحدثين باللغة الإنجليزية أكثر ليبرالية قليلاً من سكان الولايات المتحدة. ولا توجد بيانات أو استطلاعات تدعم ذلك.
في عام 2007، قال ويلز إن ادعاءات التحيز الليبرالي على ويكيبيديا "لا تدعمها الحقائق".
خلال الجدل حول Gamergate في عام 2014، وردًا على رسالة بريد إلكتروني من طالب علوم الكمبيوتر يدعي أن ويكيبيديا "تفتقر تمامًا إلى أي نوع من محاولات الحياد فيما يتعلق بـ Gamergate"، كتب ويلز، "من الصعب جدًا بالنسبة لي أن أصدق فكرة أن Gamergate" تدور حقًا حول الأخلاق في الصحافة "عندما تضمنت كل تجربة شخصية مررت بها معها أشخاصًا مؤيدين للجنس يهينون ويهددون ويكشفون عن هوياتهم وما إلى ذلك"، وأن الحركة "شوهت بشكل دائم واختطفت من قبل حفنة من الأشخاص الذين ليسوا ما تتمنى". دافع ويلز عن تعليقاته ردًا على ردود الفعل العنيفة من أنصار Gamergate، قائلًا: "الأمر لا يتعلق بما أؤمن به. Gg مشهور بالتحرش. توقف وفكر في السبب."
في عام 2021، نفت ويكيبيديا الاتهامات التي وجهها لاري سانجر بوجود تحيز سياسي معين، حيث قال متحدث باسم الموسوعة إن الدراسات التي أجرتها جهات خارجية أظهرت أن محرريها يأتون من مجموعة متنوعة من وجهات النظر الإيديولوجية، وأن "كلما زاد عدد الأشخاص الذين يشاركون في عملية التحرير على ويكيبيديا، كلما أصبحت المقالات أكثر حيادية".
في مقابلة أجريت عام 2023 مع ليكس فريدمان ، عندما سُئل عما إذا كانت ويكيبيديا لديها تحيز يساري، قال ويلز: نعم، لذا لا أعتقد ذلك، ليس على نطاق واسع. وأعتقد أنه يمكنك دائمًا الإشارة إلى إدخالات محددة والتحدث عن تحيزات محددة، لكن هذا جزء من عملية ويكيبيديا. يمكن لأي شخص أن يأتي ويتحدى ويواصل الحديث عن ذلك. لكنني أرى في كثير من الأحيان على تويتر، بعض الاتهامات المتطرفة بالتحيز. وأعتقد أنني في الواقع لا أرى ذلك. أنا لا أصدق ذلك. وإذا سألت الناس عن مثال، فإنهم عادة ما يعانون لإيجاد مثال، ويعتمد ذلك على من هم وعلى موضوع النقاش. لذلك من المؤكد أن بعض الأشخاص الذين لديهم وجهات نظر هامشية للغاية والذين يعرفون التاريخ بالكامل في 500 عام، قد يُعتبرون عباقرة رائدين. لكن في الوقت الحالي، وجهات نظر هامشية للغاية. وهم غير سعداء لأن ويكيبيديا لا تبلغ عن آرائهم الهامشية باعتبارها سائدة. وهذا، بالمناسبة، ينطبق على جميع أنواع المجالات.

## الخلافات

#### ويكيبيديا الكرواتية
من عام 2011 إلى عام 2020، تم الاستيلاء على نموذج التحرير الذي ينشئه المستخدمون في ويكيبيديا الكرواتية من قبل القوميين اليمينيين المتطرفين الذين قاموا بتزوير وترويج محتوى متحيز حول مجموعة متنوعة من الموضوعات: الفاشية ، وصرب كرواتيا ، بالإضافة إلى مجتمع أوستاشي ومجتمع المثليين. وقد تضمنت هذه التعديلات المنحازة إنكارًا تاريخيًا ، ونفيًا أو تخفيفًا لخطورة الجرائم ، والدعاية اليمينية المتطرفة. تم حظر هذه المجموعة من المحررين من قبل ويكيبيديا في عام 2021،  وتلقت استقبالًا سلبيًا من الحكومة الكرواتية ووسائل الإعلام والمؤرخين. تم الاستشهاد بالحجم الصغير لويكيبيديا الكرواتية في عام 2013 (466 محررًا نشطًا منهم 27 مديرًا) كعامل رئيسي. في ذلك العام، نصح وزير التعليم زيلكو يوفانوفيتش الطلاب بعدم استخدام ويكيبيديا الكرواتية؛  وأوصى المؤرخون باستخدام ويكيبيديا الإنجليزية في هذه الأثناء.

#### ويكيبيديا الانجليزية
في فبراير 2023، نشر جان جرابوفسكي وشيرا كلاين مقالاً بحثيًا في مجلة أبحاث الهولوكوست يتهمان فيه عددًا من محرري ويكيبيديا الإنجليزية بالانخراط في حملة "[للترويج] لنسخة منحرفة من التاريخ على ويكيبيديا"، زاعمين أن أفعالهم "[تبيض] دور المجتمع البولندي في الهولوكوست و[تعزز] الصور النمطية عن اليهود". فتحت لجنة التحكيم [الإنجليزية] في ويكيبيديا الإنجليزية بعد ذلك قضية للتحقيق وتقييم تصرفات المحررين في المقالات المتضررة. وفي النهاية، قضت اللجنة بمنع اثنين من المحررين من المساهمة في مجالات الموضوع، على الرغم من أن كلاين انتقد الحلول المقترحة ووصفها بأنها "تفتقر إلى العمق والنتيجة".
انتقد كريستوف هيوب وآنا سامويلينكو ويكيبيديا ، ولا سيما ويكيبيديا الإنجليزية ، لتمثيلها غير الكافي للموضوع غير الغربي، والذي اعتبره سامويلينكو "أوروبي المركز". قالت آنا سامويلينكو أن ويكيبيديا "تؤكد على تحيزات مماثلة لتلك الموجودة في "البرج العاجي" للتأريخ الأكاديمي".

#### ويكيبيديا اليابانية
انتقد عدد من العلماء العديد من مقالات ويكيبيديا اليابانية لوصفها لأحداث مختلفة في الحرب العالمية الثانية، بما في ذلك مقالات عن مذبحة نانجينغ، الوحدة 731، ونساء المتعة.

#### ويكيبيديا الاسبانية
في عام 2022، نشر العديد من الشخصيات الثقافية والسياسية المحافظة من إسبانيا بيانًا يزعم "الافتقار إلى الحياد و... التحيز السياسي الواضح في ويكيبيديا [الإسبانية]" وزعموا أن ويكيبيديا الإسبانية "يتم تحريرها من قبل أشخاص يختبئون وراء حسابات محرر مجهولة، ويستغلون الفرصة للقيام بالنشاط السياسي، إما عن طريق تضمين بيانات خاطئة أو كاذبة، أو اختيار الأخبار من وسائل الإعلام ذات التحيز السياسي والأيديولوجي الواضح، والتي تشير إلى معلومات مثيرة للجدل أو مشوهة أو خبيثة أو غير دقيقة". تم التوقيع على البيان من قبل خوان كارلوس جيروتا، ألفارو فارغاس يوسا ، كاييتانا ألفاريز دي توليدو، خواكين ليجوينا ، ألبرت ريفيرا ، دانييل لاكال وتوني كانتو، من بين شخصيات أخرى.
تعرضت ويكيبيديا الإسبانية لانتقادات شديدة بسبب تقديمها تغطية مغلوطة لكريستينا كيرشنر.
في مقال نُشر في يوليو 2022، انتقدت كلوديا بييرو من إنفوباي مدخل ويكيبيديا الإسبانية حول كوبا لوصف البلاد بأنها "ديمقراطية بلا أحزاب" مع "تصويت حر ومباشر وسري".

#### حملة الكاميرا
في إبريل/نيسان 2008، نشرت صحيفة الانتفاضة الإلكترونية مقالاً يحتوي على رسائل إلكترونية متبادلة بين أعضاء لجنة الدقة في التقارير الإخبارية عن الشرق الأوسط في أميركا (كاميرا). كان الهدف المعلن للمجموعة هو "مساعدتنا في منع تلوث الإدخالات المتعلقة بإسرائيل على ويكيبيديا من قبل محررين معادين لإسرائيل". تم فرض عقوبات على خمسة محررين من ويكيبيديا شاركوا في حملة CAMERA من قبل مسؤولي ويكيبيديا، الذين كتبوا أن الطبيعة المفتوحة للمشروع "تتعارض بشكل أساسي مع إنشاء مجموعة خاصة لتنسيق التحرير سراً من قبل أفراد متشابهين أيديولوجيًا".